# Покровка (Благовещенский район)
Покровка (баш. Покровка) — село в Благовещенском районе Башкортостана. Административный центр Покровского сельсовета.

## История
В начале 1870-x годов переселенцами из разных губерний была образована деревня Покровка. Крестьяне купили участок земли у дворянина Листовского, деньги выплатили за 10 лет. Кроме того, крестьяне заарендовали 200 десятин казенной земли под выгон, а также пашню и покос у соседних владельцев. Крестьяне починка образовывали Покровское сельское общество. Среди крестьян Покровки были Пономаревы, Пушкаревы, Глуховы, Вшивцовы, Алабужевы, Черновы, Журавлевы, Бобылевы, Кашниковы, Корелины, Котовы, Исаевы, Истомины, Мухачевы, Рыловы, Шадрины, Кожевниковы, Татариновы, Чирковы, Ситниковы, Кореневы и другие.
B 1895 году насчитывалось 115 дворов и 684 человека, были отмечены хлебозапасный магазин, кузница, столярная мастерская, две бакалейные лавки, а также казенная винная лавка.  В течение трех десятилетий Покровка входила в приход села Федоровки, но в 1903 году была построена деревянная Покровская церковь и деревня стала селом. Первым священником стал Петр Желателев.
В начале XX века в селе открылась земская одноклассная школа, в 1909 году в ней работал один учитель и обучалось 40 детей (из 70 детей села).
В 1910-е годы приходским священником Покровской церкви служил Аристарх Георгиевич Леонов.
Подворная перепись 1912-1913 гг. зафиксировала в селе 119 крестьянских хозяйств (из них 4 безземельных) и 725 крестьян. 113 хозяев составляли земельное товарищество, в собственности которого находилось 2021 десятина земли (из 2034 десятин). Большинство крестьян жили относительно безбедно, 32 хозяина имели более 20 десятин земли (шесть из них - более 40 десятин). 11 крестьянских семей арендовали землю - в общей сложности 12,4 десятины. В 12 хозяйствах засевалось более 10 десятин пашни, в 21 хозяйстве - от 6 до 10 десятин. Пятеро хозяев держали не менее четырех рабочих лошадей, 20 хозяев - по три лошади, 48-по две; 31 хозяин не менее трех коров, 53 хозяина по две коровы. Семь крестьянских семей кормились промыслами и занятиями вне сельского хозяйства.
к 1917 году в школе работало двое учителей А.А. Каменский и А.И. Каменская.
В 1917 году селе насчитывалось 160 домохозяйств и 931 человек, в том числе 87 белорусов – беженцев. Богато жили братья Котовы – 59 летний Илья (семь человек в семье) и 55-летний Иван (тоже семь человек) Степановичи. Иван имел 52,66 десятины земли, засевал 14,3 десятины, пять лошадей, семь коров и 15 овец. Хозяйство Ильи Котова включало 37, 9 десятины земли, 8, 75 десятины посева, трех лошадей, шесть коров, шесть овец. Состоятельным хозяином был и 52-летний Иван Петрович Кожин-имел 52 десятины земли (из них 21 десятина пашни, 15 десятин под посевом), держал пять лошадей, пять коров. 20 овец, девять свиней. Его семья состояла из восьми человек, включая жену 49 лет, двух сыновей 25 и 18 лет, дочь 15 лет, сноху 21 лет, двух внуков 4 и 3 лет. Больше всего земли было у 62-летнего Тимофея Матвеевича Матвеевых -54 десятины, из которых засевалось 9,76 десятины, из скотины отмечено три лошади, пять коров, десять овец.. Семья Матвеевых состояла из шести человек. К крепким хозяевам относился и 60-летний Иван Емельянович Заболоцкий: имел 41,2 десятины земли, засевал 12,5 десятины, держал пять лошадей, девять коров, 16 овец и семь свиней.
Его семья состояла из 17 человек, включая 59-летнюю жену, трех сыновей, дочь, трех снох, двух внуков и шесть внуков. Кроме того, домохозяйстве Заболоцкого отмечен работник. Неплохо жил 56-летний Петр Николаевич Корелин (12 человек семье) имел З4,5 десятин земли, засевал 8,33 десятины, держал трех лошадей, семь коров, семь овец и 13 свиней. Зажиточным был и 65-летний Яков Кузьмич Мухачев: имел 33,96 десятины земли, держал четырех лошадей, четырех коров, шесть овец и пять свиней. У 50-летнего Ивана Архиповича Безденежных (восемь человек в семье) было 16,84 десятины своей земли, еще немного земли он брал в аренду, под посевом было 14,34 десятины, а из скотины отмечено четыре лошади, пять коров, 14 овец и две свиньи. Можно упомянуть и 56-летнего Ивана Варламовича Капина. Его семья состояла из 12 человек, а хозяйство включало 20,1 десятины земли, 12,25 десятины посева, пять лошадей, шесть коров, 11 овец и двух свиней.
1920 году насчитывалось 168 домохозяйств и 930 человек, включая 36 украинцев и 36 белорусов.
С советских времен село Покровка является административным центром одноименного сельсовета (в 1937-1963 гг. в составе Покровского района БАССР). В 1932 году появилась Покровская МТС-первая в Благовещенском районе. Любопытно, что 1937 году село дало название вновь образованному району, но никогда не являлось его административным центром.
Возможно район назвали Покровским по МТС. С 1929 года и до конца советских времен в Покровке находилась центральная усадьба колхоза «Искра». Первым председателем колхоза был Антон Максимович Шилов, а с 1934 года-Агафья Титовна Овчинникова. В 1970-е годы в селе был построен молочный комплекс на 800 коров, открыт дом культуры. В постсоветское время колхоз «Искра» был преобразован в СХПК «Озерный» (прекратил существование после 2010 года). Русские в настоящее время составляют  только половину населения Покровки. 

## Население
| 2002 | 2009 | 2010 |
| ---- | ---- | ---- |
| 457  | ↗478 | ↘455 |

Национальный состав
Согласно переписи 2002 года, преобладающая национальность — русские (54 %).
Численность населения с 1930-х годов неуклонно снижается: в 1939 году в селе насчитывалось 814 человек, в 1959-573, в 1989-661, в 2010 - 455.

## Географическое положение
Расстояние до:
- районного центра (Благовещенск): 40 км,
- ближайшей ж/д станции (Загородная): 58 км.